# 三菱自工前駅
三菱自工前駅（みつびしじこうまええき）は、岡山県倉敷市水島海岸通二丁目にある、水島臨海鉄道水島本線の駅である。駅番号はMR9。旅客営業の終点となっている。
当駅を発着する旅客列車は朝夕の通勤時間帯のみ運行していたが、2007年（平成19年）3月18日のダイヤ改正以降は昼間時間帯も一部列車が発着するようになった。

## 歴史
- 1972年（昭和47年）9月17日：開業。
- 1983年（昭和58年）4月1日：西埠頭線の起点が水島駅から当駅に変更。
- 2007年（平成19年）3月18日：昼間時間帯にも一部列車の運行開始[1]。
- 2016年（平成28年）7月15日：西埠頭線廃止。

## 駅構造
単式ホーム1面1線を持つ地上駅である。ホームの幅は狭い。無人駅である。

## 利用状況
1日平均乗車人員および乗降人員の推移は下記の通り。三菱自動車工業水島製作所への通勤客・用務客がほとんどである。
| 年度   | 1日平均 乗車人員 | 1日平均 乗降人員 |
| ------ | ---------------- | ---------------- |
| 1999年 | 124              | 252              |
| 2000年 | 111              | 225              |
| 2001年 | 96               | 350              |
| 2002年 | 93               | 395              |
| 2003年 | 60               | 340              |
| 2004年 | 52               | 315              |
| 2005年 | 49               | 253              |
| 2006年 | 58               | 181              |
| 2007年 | 68               | 206              |
| 2008年 | 74               | 227              |
| 2009年 | 69               | 203              |
| 2010年 | 81               | 224              |
| 2011年 | 72               | 144              |
| 2012年 |                  |                  |
| 2013年 | 77               | 154              |
| 2014年 | 57               | 113              |
| 2015年 | 59               | 119              |
| 2016年 | 53               | 107              |
| 2017年 | 54               | 108              |
| 2018年 | 59               | 118              |
| 2019年 | 66               | 132              |
| 2020年 | 54               | 110              |
| 2021年 | 43               | 86               |
| 2022年 | 83               | 167              |

## 駅周辺
水島臨海工業地帯・A地区にあたり、周辺はすべて工場である。民家、商店はない。
- 三菱自動車工業水島製作所[3]
  - ニッパツ水島 - 構内に併設
- 萩原工業本社
- 菱進運輸倉庫本社
- ピー・エス・コンクリート水島工場

## 隣の駅
水島臨海鉄道
■水島本線
水島駅（MR8） - 三菱自工前駅（MR9） - （貨）倉敷貨物ターミナル駅

### かつて存在した路線
水島臨海鉄道
西埠頭線
三菱自工前駅 - （貨）西埠頭駅